# Canton de Baugé
Pour les articles homonymes, voir Baugé (homonymie).
Le canton de Baugé est une ancienne division administrative française située dans le département de Maine-et-Loire et la région Pays de la Loire.
Il disparait aux élections cantonales de mars 2015, réorganisées par le redécoupage cantonal de 2014.

## Composition
Le canton de Baugé groupe quinze puis dix communes après la création de Baugé-en-Anjou et de Clefs-Val d'Anjou. Il compte 11 833 habitants (population municipale) au 1er janvier 2012.
| Nom                           | Code Insee | Intercommunalité      | Population (dernière pop. légale) |
| ----------------------------- | ---------- | --------------------- | --------------------------------- |
| Baugé-en-Anjou (chef-lieu)    | 49018      | CC Baugeois Vallée    | 11 861 (2014)                     |
| Bocé                          | 49031      | CC du Canton de Baugé | 624 (2013)                        |
| Chartrené                     | 49079      | CC du Canton de Baugé | 52 (2013)                         |
| Cheviré-le-Rouge              | 49097      | CC du Canton de Baugé | 961 (2013)                        |
| Clefs-Val d'Anjou             | 49101      | CC du Canton de Baugé | 1 313 (2014)                      |
| Cuon                          | 49116      | CC du Canton de Baugé | 608 (2013)                        |
| Échemiré                      | 49128      | CC du Canton de Baugé | 595 (2013)                        |
| Fougeré                       | 49143      | CC du Canton de Baugé | 776 (2013)                        |
| Le Guédeniau                  | 49157      | CC du Canton de Baugé | 357 (2013)                        |
| Saint-Quentin-lès-Beaurepaire | 49315      | CC du Canton de Baugé | 291 (2013)                        |

## Géographie
Situé dans le Baugeois, ce canton est organisé autour de Baugé dans l'arrondissement de Saumur. Sa superficie est de plus de 268 km2 (26 825 hectares), et son altitude varie de 27 mètres (Fougeré) à 104 mètres (Cheviré-le-Rouge), pour une altitude moyenne de 57 mètres.
| Nom de la commune             | Surface (ha) | Alt. mini (m) | Alt. maxi (m) |
| ----------------------------- | ------------ | ------------- | ------------- |
| Baugé                         | 855          | 41            | 102           |
| Bocé                          | 1 601        | 39            | 97            |
| Chartrené                     | 379          | 33            | 97            |
| Cheviré-le-Rouge              | 3 596        | 30            | 104           |
| Clefs                         | 2 592        | 30            | 97            |
| Cuon                          | 1 313        | 36            | 91            |
| Échemiré                      | 1 698        | 33            | 101           |
| Fougeré                       | 2 418        | 27            | 102           |
| Le Guédeniau                  | 1 810        | 48            | 102           |
| Montpollin                    | 449          | 56            | 103           |
| Pontigné                      | 2 417        | 47            | 92            |
| Saint-Martin-d'Arcé           | 1 318        | 52            | 95            |
| Saint-Quentin-lès-Beaurepaire | 751          | 31            | 66            |
| Le Vieil-Baugé                | 2 863        | 27            | 89            |
| Vaulandry                     | 2 765        | 46            | 87            |

## Histoire
Le canton de Baugé (chef-lieu) est créé en 1790. Il est tout d'abord intégré au district de Baugé, puis en 1800 à l'arrondissement de Baugé, et à sa disparition en 1926, à l'arrondissement de Saumur.
Initialement intégrée au canton de Baugé, la commune de Montigné-les-Rairies en est détachée en 1836.
Le 1er janvier 2013 les communes de Baugé, Montpollin, Pontigné, Saint-Martin-d'Arcé et Le Vieil-Baugé se rassemblent en la commune nouvelle de Baugé-en-Anjou. À cette même date, les communes de Clefs et Vaulandry se rassemblent elles aussi en la commune nouvelle de Clefs-Val d'Anjou. Le canton passe alors de quinze à dix communes.
Dans le cadre de la réforme territoriale, un nouveau découpage territorial pour le département de Maine-et-Loire est défini par le décret du 26 février 2014. Le canton de Baugé disparait aux élections cantonales de mars 2015.

## Représentation
Le canton de Baugé est la circonscription électorale servant à l'élection des conseillers généraux, membres du conseil général de Maine-et-Loire.

### Conseillers généraux de 1833 à 2015
| Période | Période      | Identité                              | Étiquette          | Qualité |
| ------- | ------------ | ------------------------------------- | ------------------ | --- |
| 1833    | 1848         | Jean Dutier                           | Républicain modéré | Avocat - Député (1837-1849) Maire de Baugé                                                                                   |
| 1848    | 1852         | Henri Jarret de la Mairie             |                    | Propriétaire, commandant de la Garde nationale de Pontigné                                                                   |
| 1852    | 1855 (décès) | Jacques L'Official                    |                    | Propriétaire à Baugé, ancien conseiller général du canton de Longué-Jumelles                                                 |
| 1855    | 1870         | Vicomte Théophile Schramm             |                    | Ancien militaire (spahi) Maire de Montigné-lès-Rairies Propriétaire du château de Caillebert à Bazouges-sur-le-Loir (Sarthe) |
| 1870    | 1871         | Joseph de Roullet de La Bouillerie    | Union des Droites  | Propriétaire du château de La Roche-Hue Député (1871-1876) Ministre (1873)                                                   |
| 1871    | 1895         | Albert Benoist                        | Républicain        | Ancien Sous-Préfet de Baugé (1870-1871) Député (1876-1885)                                                                   |
| 1895    | 1901         | Émile Lemasson                        | Républicain        | Maire de Fougeré Député (1899-1901)                                                                                          |
| 1901    | 1922         | François Thuau                        | Républicain        | Docteur en médecine à Baugé                                                                                                  |
| 1922    | 1926 (décès) | Jean Georges                          |                    | Maire de Baugé |
| 1926    | 1940         | Louis Tessier                         | RG                 | Industriel à Baugé, conseiller d'arrondissement                                                                              |
|         |              |                                       |                    | |
| 1943    | 1945         | Gaston Moreau                         |                    | Avoué, maire de Baugé Nommé conseiller départemental en 1943                                                                 |
|         |              |                                       |                    | |
| 1945    | 1958 (décès) | Xavier Thuau (fils de François Thuau) | dvd                | Docteur en médecine à Baugé                                                                                                  |
| 1958    | 1973         | Adolphe-Victor Sirodeau (1914-1984)   | UNR puis dvd       | Expert foncier Maire de Baugé (1959-1983)                                                                                    |
| 1973    | 1979         | Hubert Bourgeois                      | dvd                | Docteur vétérinaire à Baugé                                                                                                  |
| 1979    | 1985         | Alain Chaslerie                       | PS                 | Propriétaire à Échemiré |
| 1985    | 1992         | Pierre Salvetat                       | UDF-CDS            | Pharmacien Maire de Baugé (1983-1995)                                                                                        |
| 1992    | 2004         | Pierre Guibert                        | PS                 | Enseignant Maire de Saint-Martin-d'Arcé Président de la Communauté de communes de Baugé                                      |
| 2004    | 2011         | Régis Dangremont                      | PS                 | Proviseur de lycée Maire de Saint-Quentin-lès-Beaurepaire (2008-2014) Conseiller régional                                    |
| 2011    | 2015         | Philippe Chalopin                     | dvd                | Avocat Maire de Baugé (2008-2012) puis de Baugé-en-Anjou (2013- )                                                            |

### Résultats électoraux détaillés
- Élections cantonales de 2004 : Régis Dangremont (PRG) est élu au 2e tour avec 51,5 % des suffrages exprimés, devant Philippe Chalopin (UMP) (48,5 %). Le taux de participation est de 66,14 % (5 261 votants sur 7 954 inscrits)[14].
- Élections cantonales de 2011 : Philippe Chalopin (dvd) est élu au 1er tour avec 50,87 % des suffrages exprimés, devant Sébastien Lebouche (PRG) (27,22 %) et Danielle Gentet (FN) (5,81 %). Le taux de participation est de 53.08 % (4 367 votants sur 8 227 inscrits)[15].

### Conseillers d'arrondissement (de 1833 à 1940)
Le canton de Baugé avait deux conseillers d'arrondissement.
Il appartenait à l'arrondissement de Baugé jusqu'à sa disparition en 1926.
| Période                                  | Période      | Identité                      | Étiquette | Qualité |
| ---------------------------------------- | ------------ | ----------------------------- | --------- | --- |
| 1833                                     | 1845         | M. Mahou fils                 |           | Chef de bataillon de la Garde nationale, propriétaire à Baugé                                               |
| 1833                                     | 1848         | M. Rabeau                     |           | Notaire à Baugé                                                                                             |
| 1845                                     | 1848         | M. L'Official                 |           | Maire du Vieil-Baugé                                                                                        |
|                                          |              |                               |           | |
|                                          | 1884 (décès) | René-François Dornoy-Perrault |           | Maire de Baugé                                                                                              |
|                                          |              |                               |           | |
|                                          | 1900         | Louis Nay (1830-1900)         |           | Tailleur d'habits à Baugé                                                                                   |
|                                          |              |                               |           | |
| 1919                                     | 1925         | François Georges              |           | Conseiller municipal de Baugé, Président du Conseil d'arrondissement                                        |
| 1919                                     | 1934         | Augustin Dubois               |           | Conseiller municipal d'Échemiré                                                                             |
| 1925                                     | 1926         | Louis Tessier                 |           | Industriel à Baugé                                                                                          |
| 1926                                     | 1940         | Louis Royer                   |           | Maire du Guédéniau                                                                                          |
| 1934                                     | 1940         | Émile Cousin                  | Radical   | Agent d'assurances à Baugé                                                                                  |
| 1940                                     |              |                               |           | Les conseils d'arrondissement ont été suspendus par la loi du 12 octobre 1940 et n'ont jamais été réactivés |
| Les données manquantes sont à compléter. |              |                               |           | |

## Démographie
| 1962   | 1968   | 1975   | 1982   | 1990   | 1999   | 2006   | 2011   | 2012   |
| ------ | ------ | ------ | ------ | ------ | ------ | ------ | ------ | ------ |
| 10 844 | 10 864 | 10 313 | 10 441 | 10 329 | 10 516 | 11 054 | 11 793 | 11 833 |

## Économie
Sur 918 établissements présents sur la commune à fin 2009, 27 % relevaient du secteur de l'agriculture (pour 18 % sur l'ensemble du département), 7 % relevaient du secteur de l'industrie, 9 % du secteur de la construction, 43 % du secteur du commerce et des services (pour 52 % sur le département) et 14 % de celui de l'administration et de la santé.